# Cut
cut（カット）は、UNIXのコマンドラインユーティリティの1つであり、入力（通常、ファイル）の各行の一部を抜き出すのに使われる。
行の抜き出す部分の指定には、バイト単位（-b）、文字単位（-c）、区切り文字（-d — デフォルトではタブ文字）で区切られたフィールド単位（-f）などがある。範囲そのものの指定をする引数の形式には、N、N-M、N-（N番目から行の終端まで）、-M（行の先頭から M 番目まで）がある。

## 使用例
a という名前のファイルに以下のような行があるとする。
```
foo:bar:baz:qux:quux
one:two:three:four:five:six:seven
alpha:beta:gamma:delta:epsilon:zeta:eta:teta:iota:kappa:lambda:mu
```

各行の4番目の文字から10番目の文字を抜き出すには、以下のように指定する。
```
% cut -c 4-10 a
```

このコマンドの出力結果は以下のようになる。
```
:bar:ba
:two:th
ha:beta
```

コロン文字をフィールドの区切り文字（区切り記号、デリミタ）として、各行の5番目のフィールド以降を全て出力するには、以下のように指定する。
```
% cut -d : -f 5- a
```

このコマンドの出力結果は以下のようになる。
```
quux
five:six:seven
epsilon:zeta:eta:teta:iota:kappa:lambda:mu
```